# Kleinsporig kroesje
Het kleinsporig kroesje (Absconditella delutula) is een korstmos behorend tot de familie Stictidaceae. Hij leeft in symbiose met een chlorococcoïde alg. 

## Kenmerken
De sporen zijn hyaliene, gesepteerd en meten 11 × 4 μm.

## Verspreiding
Het kleinsporig kroesje heeft een Euraziatische verspreidingsgebied. In Nederland komt het zeer zeldzaam voor.